# Шта се згоди кад се љубав роди
Шта се згоди кад се љубав роди је шести наставак филмског серијала Луде године. Режију потписује Зоран Чалић.
Филм је први пут приказан 28. јуна.1984. године.

## Радња
Миша се у музичкој школи заљубљује у младу Рускињу Наташу која се тада налази у Београду. Али њихови родитељи сматрају да су премлади за љубав заборављајући на своје луде године. Наташини родитељи не дозвољавају ту везу и зато одлазе назад у Москву. За разлику од родитеља који желе да прекину њихову везу Жика и Милан су на њиховој страни. Жика почиње да учи руски језик.

## Улоге
| Глумац                 | Улога                                          |
| ---------------------- | ---------------------------------------------- |
| Никола Којо            | Михајло Миша Павловић                          |
| Гала Виденовић         | Наташа Николајевна Козлова                     |
| Драгомир Бојанић Гидра | Живорад Жика Павловић                          |
| Марко Тодоровић        | Милан Тодоровић                                |
| Риалда Кадрић          | Марија                                         |
| Владимир Петровић      | Боба                                           |
| Јелена Жигон           | Јелена Тодоровић                               |
| Љиљана Јанковић        | Вука                                           |
| Људмила Лисина         | Катјуша Козлова, Наташина мајка                |
| Бранко Ђурић           | Николај Козлов, Наташин отац                   |
| Драган Лаковић         | Григориј Григоревич Козлов, Наташин деда       |
| Вука Дунђеровић        | Грофица Ниночка Романова                       |
| Љиљана Контић          | Наставница                                     |
| Милош Жутић            | директор музичке школе                         |
| Весна Чипчић           | Елза                                           |
| Љиљана Шљапић          | Аљошина супруга                                |
| Михаило Јанкетић       | Аљоша                                          |
| Марина Кољубајева      | Наташина тетка која у болници одржава трудноћу |
| Предраг Милинковић     | Поштар                                         |
| Славица Ђорђевић       |                                                |
| Страхиња Мојић         | Полицајац 1                                    |
| Ванеса Ојданић         | Оља                                            |
| Ранко Ковачевић        | Руски таксиста                                 |
| Мирко Сирковић         | Полицајац 2                                    |

## Занимљивости
Због велике гледаности серијала у Русији овај филм сниман је наменски за њихово тржиште те се због тога по сценарију Миша заљубљује у Рускињу Наташу и у филму се доста говори на руском језику.